# Aetheomorpha mindanaensis
Aetheomorpha mindanaensis es un coleóptero de la familia Chrysomelidae.
Fue descrita científicamente por primera vez en 1975 por Medvedev.